# Дипломатически мисии на Йордания
Това е списък на всички посолства и консулства на Йордания.

## Европа
- Австрия
  - Виена (посолство)
- Белгия
  - Брюксел (посолство)
- Великобритания
  - Лондон (посолство)
- Германия
  - Берлин (посолство)
- Гърция
  - Атина (посолство)
- Испания
  - Мадрид (посолство)
- Италия
  - Рим (посолство)
- Нидерландия
  - Хага (посолство)
- Румъния
  - Букурещ (посолство)
- Русия
  - Москва (посолство)
- Франция
  - Париж (посолство)
- Швейцария
  - Берн (посолство)

## Северна Америка
- Канада
  - Отава (посолство)
- САЩ
  - Вашингтон (посолство)

## Южна Америка
- Бразилия
  - Бразилия (посолство)
- Чили
  - Сантяго де Чиле (посолство)

## Африка
- Алжир
  - Алжир (посолство)
- Египет
  - Кайро (посолство)
- Либия
  - Триполи (посолство)
- Мароко
  - Рабат (посолство)
- Судан
  - Хартум (посолство)
- Тунис
  - Тунис (посолство)
- РЮА
  - Претория (посолство)

## Близък изток
- Бахрейн
  - Манама (посолство)
- Израел
  - Тел Авив (посолство)
- Ирак
  - Багдад (посолство)
- Иран
  - Техеран (посолство)
- Йемен
  - Сана (посолство)
- Катар
  - Доха (посолство)
- Кувейт
  - Кувейт (посолство)
- Ливан
  - Бейрут (посолство)
- Обединени арабски емирства
  - Абу Даби (посолство)
  - Дубай (консулство)
- Оман
  - Маскат (посолство)
- Палестина
  - Газа (посолство)
- Саудитска Арабия
  - Рияд (посолство)
  - Джида (генерално консулство)
- Сирия
  - Дамаск (посолство)
- Турция
  - Анкара (посолство)

## Азия
- Индия
  - Ню Делхи (посолство)
- Индонезия
  - Джакарта (посолство)
- Китай
  - Пекин (посолство)
- Малайзия
  - Куала Лумпур (посолство)
- Пакистан
  - Исламабад (посолство)
- Тайван
  - Тайпе (търговски офис)
- Узбекистан
  - Ташкент (посолство)
- Япония
  - Токио (посолство)

## Океания
- Австралия
  - Канбера (посолство)

## Междудържавни организации
- - Брюксел – ЕС
  - Женева – ООН
  - Ню Йорк – ООН
  - Париж – ЮНЕСКО
  - Рим – ФАО
  - Виена – ООН
  - Кайро – Арабска лига